# Station Charles de Gaulle - Étoile
Charles de Gaulle - Étoile is een station, gelegen op de grens tussen het achtste arrondissement en het zeventiende arrondissement in de Franse hoofdstad Parijs.

## Geschiedenis
Het station werd op 19 januari 1970 geopend.

## Het station
Charles de Gaulle - Étoile ligt aan RER A en is een ondergronds station. Het staat in verbinding met de Parijse metrolijnen. Vanaf het station kan men reizen in verschillende richtingen.

## Overstapmogelijkheid
Er is een overstap mogelijk tussen:
- Parijse metro: 1, 2, 6 (rijdt vanaf het metrostation Charles de Gaulle - Étoile)
- Bus
  - negen buslijnen
- Noctilien
  - vijf buslijnen

## Vorige en volgende stations
| Richting                   | Vorig station | Lijn  | Volgend station | Richting                    |
| -------------------------- | ------------- | ----- | --------------- | --------------------------- |
| Saint-Germain-en-Laye A1   | La Défense    | RER A | Auber           | Boissy-Saint-Léger A2       |
| Cergy-le-Haut A3 Poissy A5 | La Défense    | RER A | Auber           | Marne-la-Vallee - Chessy A4 |